# Anund Gårdske
Anund var enligt Adam av Bremen kung i delar av Sverige runt 1070. Han förekommer endast i Gesta Hammaburgensis ecclesiæ pontificum, där det meddelas att han inkallades från Gårdarike (Garðaríki); därför har han traditionellt har brukat tillägnas tillnamnet Gårdske. Detta tillnamn förekommer dock inte hos Adam av Bremen.
Han skall även snart ha fördrivits av svearna, eftersom den gudfruktige Anund vägrade fullgöra folkets offer till asagudarna.
Anund förefaller ha varit en av flera personer som efter kung Stenkils död kämpade om kungamakten. Detta var en tid av omfattande politisk oro.